# Aeroportul Zadar
Aeroportul Zadar (în croată Zračna luka Zadar) (IATA: ZAD, ICAO: LDZD) este un aeroport din Comuna Zemunik Donji, Zadar, Cantonul Zadar, Croația ce deservește zona Zadar. Aeroportul a fost tranzitat în 2022 de 1.102.381 de pasageri. A fost numit după zona deservită.
Situat la o altitudine de 88 m, aeroportul dispune de 2 piste.

## Infrastructură

### Piste
Aeroportul dispune de 2 piste. Pista 13/31 are suprafața de asfalt și dimensiunile 2.500 m × 45 m. Pista 04/22 are suprafața de asfalt și dimensiunile 2.000 m × 45 m. 